# Björsjön (Grevbäcks socken, Västergötland)
Björsjön är en sjö i Hjo kommun i Västergötland och ingår i Göta älvs huvudavrinningsområde. Sjön har en area på 0,201 kvadratkilometer och ligger 190 meter över havet. Sjön avvattnas av vattendraget Gärebäcken. Vid provfiske har abborre, gädda, mört och sutare fångats i sjön.

## Delavrinningsområde
Björsjön ingår i det delavrinningsområde (647821-141200) som SMHI kallar för Ovan 647816-140939. Avrinningsområdets medelhöjd är 195 meter över havet och ytan är 20,3 kvadratkilometer. Det finns inga delavrinningsområden uppströms utan avrinningsområdet är högsta punkten. Gärebäcken som avvattnar avrinningsområdet har biflödesordning 3, vilket innebär att vattnet flödar genom totalt 3 vattendrag innan det når havet efter 281 kilometer. Delavrinningsområdet består mestadels av skog (87 procent). Avrinningsområdet har 0,2 kvadratkilometer vattenytor vilket ger det en sjöprocent på 1 procent.